# Pikine

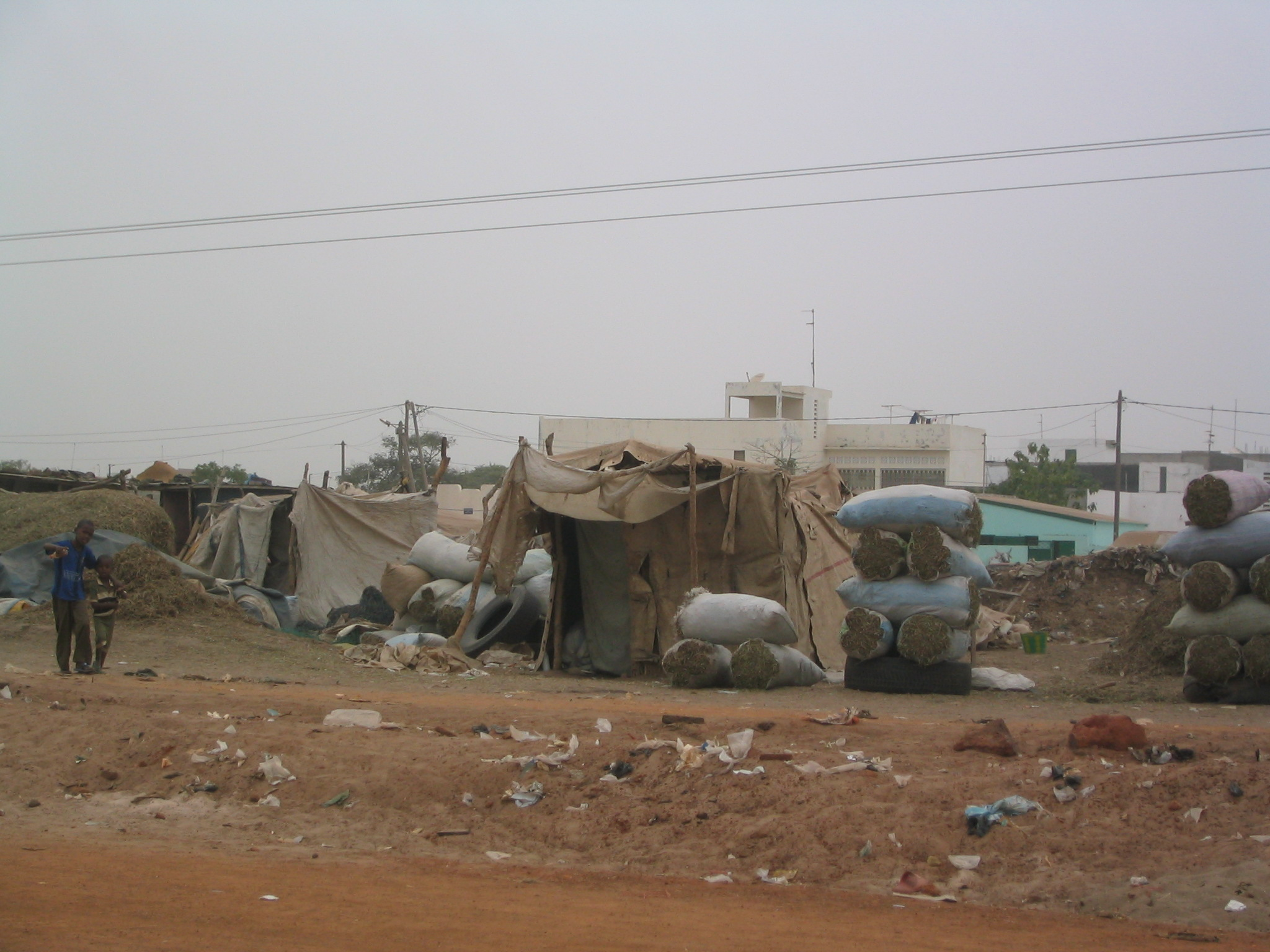
Straßenhandel

Pikine ist mit über 760.000 Einwohnern eine Großstadt in Senegal, die als Ville de Pikine aus zwölf Stadtbezirken im Status von Gemeinden besteht. Für die Stadt wurde das Département Pikine als eines von fünf Départements der Metropolregion Dakar geschaffen. Pikine liegt im zentralen Westen Senegals an der Südküste des Flaschenhalses der Cap-Vert-Halbinsel. Pikine hatte sich aus einer Vorstadt am Stadtrand von Dakar vorübergehend zu einer Millionenstadt entwickelt, deren Einwohnerzahl bei der Volkszählung von 2013 knapp über der Einwohnerzahl der Metropole Dakar lag. Durch Ausgliederung des Arrondissement des Niayes wurde die Einwohnerzahl im Jahr 2021 fast halbiert. Das Rathaus Hôtel de ville liegt im Stadtbezirk Dalifort.

## Geographie
Pikine liegt als östliche Nachbarstadt von Dakar in dem sich bis auf 4,6 Kilometer verjüngenden Flaschenhals der Cap-Vert-Halbinsel, dessen Nordufer von Küstendünen geprägt ist und in deren Hinterland sich die als Niayes bekannten Feuchtgebiete aneinanderreihen, die einesteils besiedelt sind und andernteils Standort vieler Freilandgärtnereien sind. Namentlich zu unterscheiden sind im Nordwesten der Stadt die Grande Niaye de Pikine an der Grenze zu Guédiawaye, ferner die Niaye de Thiaroye sowie die Niaye de Yeumbeul, deren letzte sich in drei großen Seen bis hinter Malika zur nordöstlichen Stadtgrenze fortsetzt. Im Jahr 2018 wurde die Grande Niaye de Pikine vom Ministerium für Umwelt und nachhaltige Entwicklung als geschütztes Feuchtgebiet klassifiziert und in die Liste der nach der Ramsar-Konvention von 1971 geschützten Gebiete eingeschrieben. Noch vor der Unterschutzstellung wurde mitten in der Grande Niaye das Städtebauprojekt Technopole verwirklicht.

## Geschichte
Die Gründung der Stadt erfolgte 1952 durch die frühere französische Kolonialregierung, die Einwohner Dakars in das heute Alt-Pikine genannte Gebiet umsiedelte. Darum herum bildeten sich ausgedehnte Vororte. Stadtrechte erhielt Pikine 1983. Der sich beschleunigende Bevölkerungszuwachs ist unter anderem durch Landflucht wegen der Desertifikation in weiten Bereichen Senegals verursacht.
Die Nachbarorte Yeumbeul, Thiaroye, Mbao, Keur Massar und Malika gingen 1996 in der Ville de Pikine auf, während die Nachbarstadt Guédiawaye im Jahr 2002 aus dem Département ausgegliedert wurde. Die Ville de Pikine wurde bei der Gründung in 16 communes d’arrondissement unterteilt.
Bei der Stadtgründung in den 1950er Jahren sind im Gebiet von Pikine Überschwemmungen nicht zu verzeichnen gewesen, und als in den 1970er Jahren die Niederschläge landesweit zurückgingen und die Landbevölkerung vermehrt in die Städte drängte, waren die Feuchtgebiete im Hinterland der Küstendünen besonders begehrtes Siedlungsgebiet. In dem Maße wie die Bebauung verdichtet wurde, verschwand die natürliche Vegetation immer mehr, die Feuchtgebiete wurden durch Aufschüttungen eingeschnürt und zerstückelt und die Dünen gingen zurück. In der Folge gab es wieder Jahre mit ergiebigen Starkregenfällen und erste Überschwemmungen in besiedelten Senken im Jahr 1989 und schließlich mehrfach seit 2005. Betroffen waren namentlich die Stadtbezirke Djidah Thiaroye Kao, Yeumbeul Sud, Yeumbeul Nord und Keur Massar. Im Jahr 2008 wurden Tausende Bewohner von illegal in Feuchtgebieten errichteten Gebäuden ausgesiedelt. Es wurden seitdem Maßnahmen ergriffen, um die Bevölkerung zu schützen und Starkregen schadlos zu kanalisieren.
Ein weiteres Starkregenereignis im September 2020, das in weiten Teilen der nördlichen Stadtbezirke zu katastrophalen Überschwemmungen geführt hatte, nahm der Präsident des Senegal Macky Sall zum Anlass, das betroffene Arrondissement des Niayes mit dem Décret n°2021-687 vom 28. Mai 2021 als Département de Keur Massar aus der Millionenmetropole Pikine auszugliedern. Nach Fläche und Einwohnerzahl haben das verbleibende Département Pikine und das neugeschaffene Département Keur Massar in etwa dieselbe Größenordnung.

## Bevölkerung
Volkszählungen ergaben für das Département jeweils folgende Einwohnerzahlen:
| Jahr | Einwohner |
| ---- | --------- |
| 1955 | 7.600     |
| 1960 | 71.780    |
| 1976 | 298.661   |
| 1988 | 622.172   |
| 2002 | 768.826   |
| 2013 | 1.170.791 |
| 2023 | 764.597   |

2023 war die Bevölkerungszahl durch die Ausgliederung von Stadtbezirken gesunken. Ein ähnlich schnelles Bevölkerungswachstum aus Kleinstadtniveau heraus zur Millionenstadt hat in Senegal nur die Pilgermetropole Touba zu verzeichnen.

## Gliederung
Die Großstadt Ville de Pikine besteht aus zwölf Stadtbezirken, die jeweils den Status einer Gemeinde (commune) haben. Das für die Stadt eingerichtete Département Pikine ist organisatorisch in zwei Arrondissements gegliedert, unter denen die zwölf Stadtbezirke aufgeteilt sind. Das Département hatte 2023 eine Fläche von 41,76 Quadratkilometern gegenüber 86,8 Quadratkilometern bis zum Jahr 2021.
| Teilgebiet                         | Fläche km² | Einwohner 2013 | Einwohner 2023 |
| ---------------------------------- | ---------- | -------------- | -------------- |
| Arrondissement de Pikine Dagoudane | 14,0755    | 328.673        | 348.757        |
| Pikine Ouest                       | 5,754      | 52.154         | 57.240         |
| Pikine Est                         | 0,750      | 32.452         | 32.717         |
| Pikine Nord                        | 1,232      | 46.780         | 49.088         |
| Dalifort                           | 2,446      | 30.418         | 39.096         |
| Djidah Thiaroye Kao                | 1,886      | 96.952         | 100.128        |
| Guinaw Rail Nord                   | 0,6525     | 30.058         | 30.303         |
| Guinaw Rail Sud                    | 1,355      | 39.859         | 40.185         |
| Arrondissement de Thiaroye         | 27,681     | 343.000        | 415.840        |
| Thiaroye sur Mer                   | 3,608      | 52.773         | 61.079         |
| Tivaouane Diacksao                 | 1,078      | 40.561         | 40.892         |
| Diamaguène-Sicap Mbao              | 7,480      | 128.512        | 139.376        |
| Thiaroye Gare                      | 1,585      | 24.834         | 25.037         |
| Mbao                               | 13,930     | 96.320         | 149.456        |
| Ville de Pikine zusammen           | 41,757     | 671.673        | 764.597        |

Arrondissements und Stadtbezirke in Pikine (gelb)

Die Einwohnerzahlen für 2013 wurden zum Vergleich jeweils gegenübergestellt (ohne die Einwohner des 2021 ausgegliederten Arrondissement des Niayes).
Der Siedlungskern von Alt-Pikine verteilt sich auf die Stadtbezirke Pikine Ouest, Pikine Nord, Pikine Est, Guinaw Rail Nord und Guinaw Rail Sud. Diese hatten 2023 zusammen 209.533 Einwohner (2013: 201.303 Einwohner).

## Verkehr und Infrastruktur
Durch seine geographische Lage ist Pikine das Nadelöhr für den West-Ost-Verkehr zwischen der Metropole Dakar und dem Rest des Landes. Dieser fließt auf der vierstreifigen Nationalstraße N 1 und der vier- bis sechsstreifig ausgebauten und mautpflichtigen Autoroute 1 (Dakar–Diamniadio) durch das Stadtgebiet. Parallel dazu verläuft die Bahnstrecke Dakar–Niger.
In Pikine liegt eines der größten Unternehmen des Landes, die Industries chimiques du Sénégal (ICS).

## Persönlichkeiten
- Omar Ba (* 1972), Basketballspieler
- Papa Malick Ba (* 1980), Fußballspieler
- Christian Sagna (* 1982), Fußballspieler
- Ndiss Kaba Badji (* 1983), Leichtathlet
- Mamadou Kassé Hann (* 1986), französisch-senegalesischer Leichtathlet
- Mamy Ndiaye (* 1986), Fußballspielerin
- Abdou Khadre Guirassy (* 1989), Fußballspieler
- Pape Souaré (* 1990), Fußballspieler
- Pape Abou Cissé (* 1995), Fußballspieler
- Amath Ndiaye (* 1996), Fußballspieler
- Christian Gomis (* 2000), Fußballspieler
- Pape Sarr (* 2002), Fußballspieler
- Amara Diouf (* 2008), Fußballspieler